# Don Juans Død
Don Juans Død er en dansk stumfilm fra 1913 produceret af Dansk Filmfabrik i Aarhus. Filmens instruktør er ukendt.
Filmen er af Det Dansk Filminstitutet karakteriseret som et lystspil og det angives i noterne, at filmen formentlig ikke har haft dansk premiere, men at den blev vurderet af den svenske filmcensur.

## Handling
Denne artikel mangler et handlingsreferat. Hjælp os med at skrive det.

## Medvirkende
- Aage Schmidt